# عملية يفتاح
كانت عملية يفتاح ((بالعبرية: מבצע יפתח)، ميفتسا يفتاح) هجوما نفذته البلماح في الفترة بين 28 أبريل و23 مايو 1948. وكانت أهداف العملية هي الاستيلاء على صفد وتأمين الجليل الشرقي قبل انتهاء الانتداب البريطاني في 14 مايو 1948. وكانت نفذته كتيبتي بلماح بقيادة إيغال آلون.

## خلفية
عملية يفتاح كانت جزءا من خطة دالت التي تهدف إلى تأمين المناطق المخصصة للدولة اليهودية في خطة الأمم المتحدة للتقسيم قبل نهاية الانتداب البريطاني في فلسطين. مع انتهاء الانتداب في الأفق القوات البريطانية بدأت الانسحاب من أقل المناطق الاستراتيجية مثل شمال شرق الجليل. في هذه المناطق كان هناك تزاحم من كلا الجانبين لاحتلال منشآت الشرطة والجيش المهجورة. الميليشيات المحلية والمتطوعين العرب قد استولوا على معاقل الشرطة الفلسطينية في صفد وفي النبي يوشع.

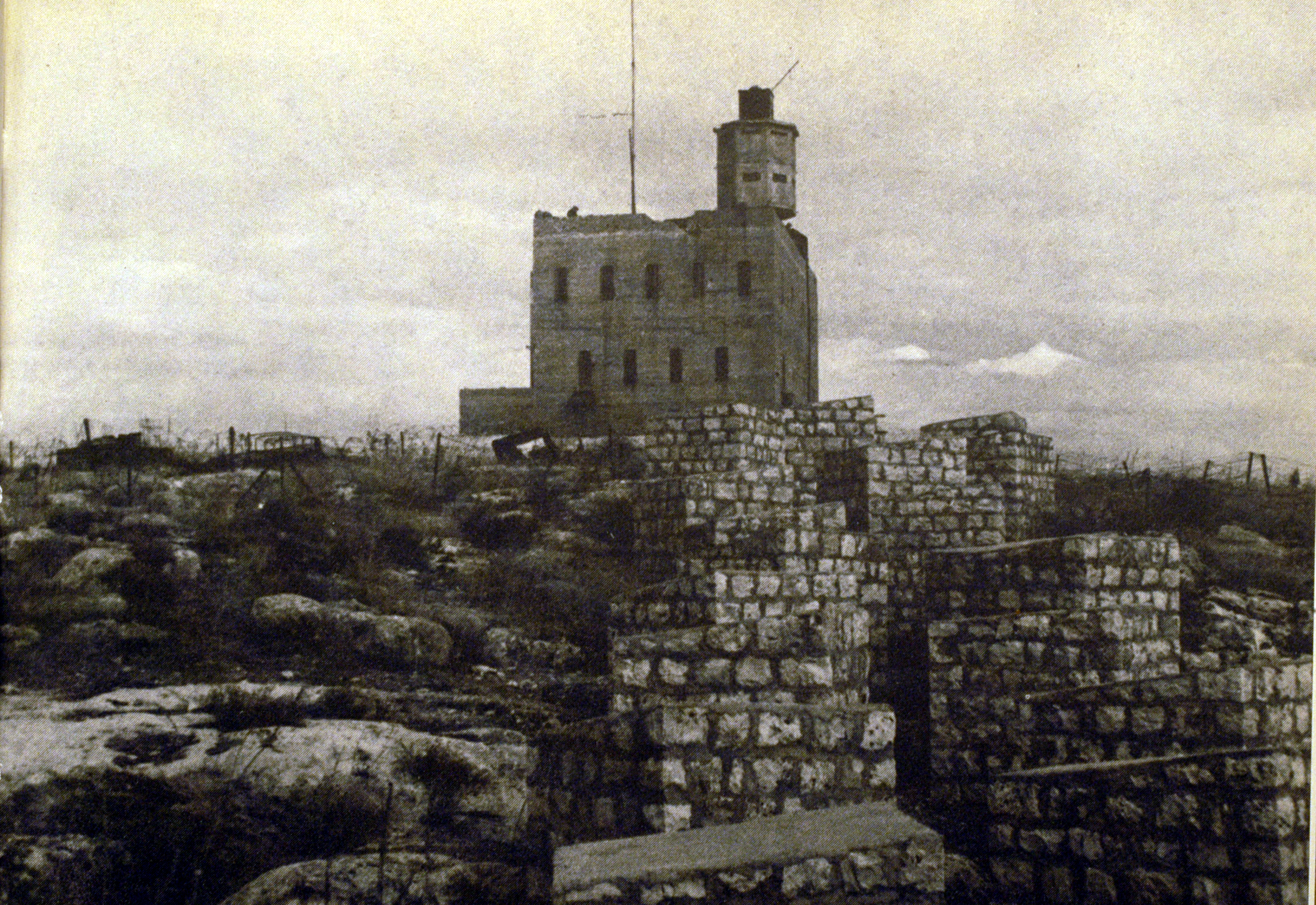
القلعة في النبي يوشع

 في 17 أبريل شنت مليشيات الهاغانا هجوما على القلعة في النبي يوشع، والذي فشل. هجوم ثان في 20 أبريل أسفر عن مقتل 22 من المهاجمين. ونتيجة هذه الهزيمة منح إيغال آلون قائد وحدة البلماح قيادة العملية. وأخيرا، تم الاستيلاء على النبي يوشع في 20 أبريل في هجوم ألقت فيه الطائرات قنابل شديدة الانفجار على القلعة. قام قائده البريطاني في 28 أبريل بتسليم معسكر الجيش في روش بينا إلى الهاغانا/بلماح. آلون تعامل مع الحملة إيمانا منه بأن أفضل طريقة لتأمين الحدود هو إخلاء المنطقة بالكامل من جميع القوات العربية والسكان. وكان ينبغي أن تكون هذه العملية هي الأساس الذي تقوم عليه سمعته وهي أنه لم يترك أي مجتمعات مدنية عربية في أعقابه.
كان عدد سكان صفد في فترة ما قبل الحرب يبلغ 10,000–12,000 نسمة من العرب و1،500 من اليهود، وكانت قاعدة لعدد يتراوح بين 700–800 من الأفراد غير النظاميين المحليين والأجانب. الهجوم على صفد يشبه الهجوم على طبريا العربية في الفترة من 16 إلى 17 أبريل، حيث بدأ بهجوم مدمر بشكل خاص على قرية مجاورة مما أدى إلى فقدان الروح المعنوية في البلدة.

## العملية
في 1 مايو 1948، هاجمت الكتيبة الثالثة بالبلماح قرية عين الزيتون على بعد 1 كيلومترا شمال صفد. فقد بدأت قصف القرية في الساعة 03:00 صباحا باستخدام إحدى قذائف الهاون الأولى من نوع دافيدكا، وكذلك قذيفتي هاون تقليدية عيار 3 بوصة وثمانية عيار 2 بوصة. وكانت الدافيدكا قذائف هاون محلية الصنع التي تطلق قذيفة ضخمة غير مجدية تقريبا بسبب عدم دقتها، ولكنها مفيدة بسببب ضوضاء القذيفة عندما تطير وتنفجر. وعلى الرغم من أنها بالكاد تتسبب في إحداث خسائر، فإن السلاح فعلا كان فعال جدا في تثبيط معنويات المدافعين العرب الذين قيل إن بعضهم اعتقد أن الانفجارات كانت «قنابل ذرية»، التي عرفوا أن اليهود قد ساعدوا على تطويرها.
بمجرد دخولهم القرية معظم الشباب من الذكور البالغين فروا لكن 37 اسروا وكانوا على الأرجح من بين 70 رجلا تم إعدامهم في واد بين القرية وصفد بعد يومين. الذين بقوا في القرية قد جمعوا وطردوا. خلال اليومين القادمين فجر مهندسو البلماح وأحرقوا المنازل في القرية. تبعتها العملية الفرعية عملية ماتاتي بدءا في 4 مايو، التي طهرت خمسة قبائل بدوية من وادي الأردن جنوب روش بينا".

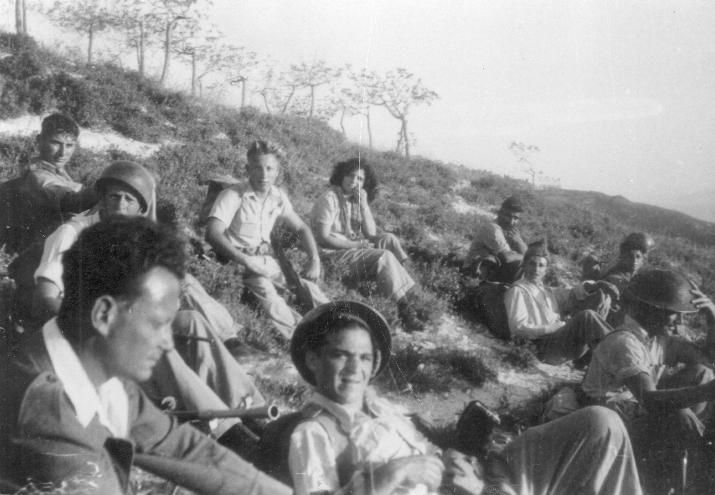
إيغال آلون (يسار) مع أعضاء لواء يفتاح عقب الهجوم الفاشل على صفد

في 6 مايو، شنت البلماح هجوما بريا على صفد، ولكن فشلت في الاستيلاء على القلعة. عزي الفشل إلى عدم كفاية القصف. رغم المحاولات العربية للتفاوض على هدنة وتفويض الجيش البريطاني أن يتدخل، فقد شن هجوم ثان في ليلة 9–10 مايو. وقد سبق ذلك القصف بقذائف الهاون الكثيفة والمركزة التي استخدم فيها دافيدكا مرة أخرى. وتصف رواية إسرائيلية الاعتداء الأخير بأنه حدث تحت أمطار غزيرة، حيث تقاتل قوات بلماح «طوال الليل، ويهاجمون على موجات فوق الشوارع الجبلية في المدينة، والقتال من بيت إلى آخر، ومن غرفة إلى أخرى».

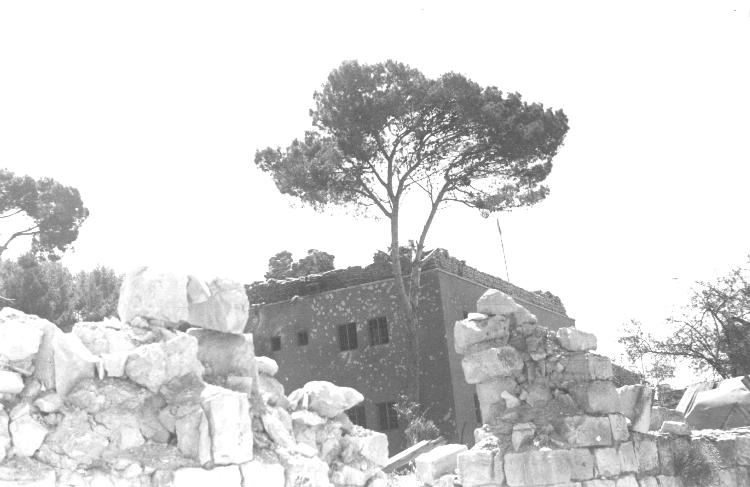
مركز شرطة صفد، مايو 1948
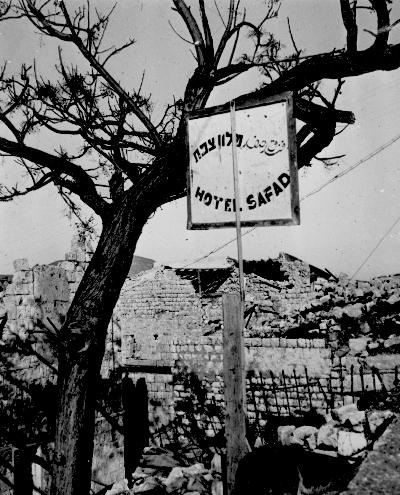
فندق صفد، مايو 1948
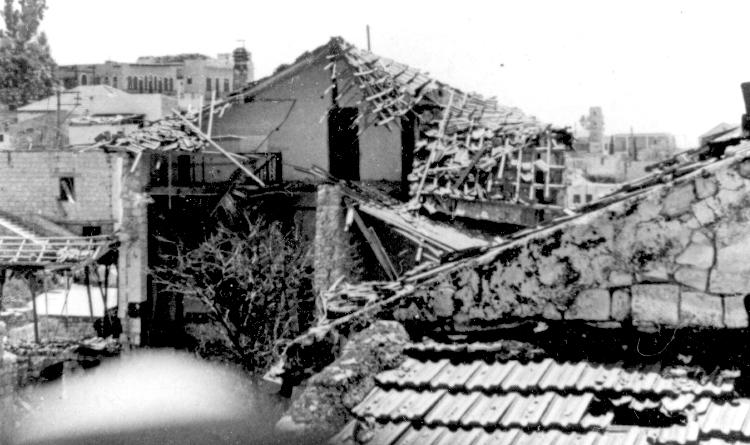
صفد بعد القصف، مايو 1948

في أعقاب الاستيلاء على صفد، تحركت وحدات البلماح لتأمين الحدود الشمالية مع لبنان وسوريا. وفي الفترة من 14 إلى 15 مايو، شاركت الكتيبة الأولى من البلماح في صدام مع الوحدات اللبنانية في قدس. في كتاباته اللاحقة، ادعى آلون أن حملة همس أطلقها كانت على جانب كبير من الأهمية. وانطوى ذلك على مخاتير يهود محليين الذين كانوا على اتصال بالمجتمعات المحلية العربية المحلية حيث قيل لهم "اهمسوا في آذان عدد من العرب بأن تعزيزات يهودية عملاقة قد وصلت إلى الجليل وكانت على وشك أن تنظف قرى الحولة". وعزا تقرير مخابرات الجيش الإسرائيلي نجاح هذا التكتيك في حالة عشر قرى، رغم أنه يوحي بأن البعض قد تعرض أيضا للقصف. ثمة أدلة تفيد بأن "ضباط سوريين أو قادة عرب غير نظاميين أمروا بإجلاء النساء والأطفال من قرى شمال شرقي روش بينا.

## أعقاب
على حد قول حاييم هرتسوغ، في صباح يوم 11 مايو، «بدأ الإخلاء الجماعي العربي المألوف الآن من البلدة». والمدنيون الوحيدون الذين بقوا في صفد «حوالي» 100 مسلم «متوسط أعمارهم 80» و«34–36 من العرب المسيحيين المسنين». وفي أواخر مايو أو أوائل يونيو، «طرد» المسلمون إلى لبنان، وفي 13 يونيو، أزيل المسيحيون بالشاحنات إلى حيفا. تم نقل 4,000–5,000 من البدو والقرويين الذين بقوا في منطقة الحولة بعد إنشاء دولة إسرائيل بالشاحنات عبر الحدود السورية خلال حرب السويس عام 1956.

## المجتمعات المحلية العربية المستولى عليها أثناء عملية يفتاح

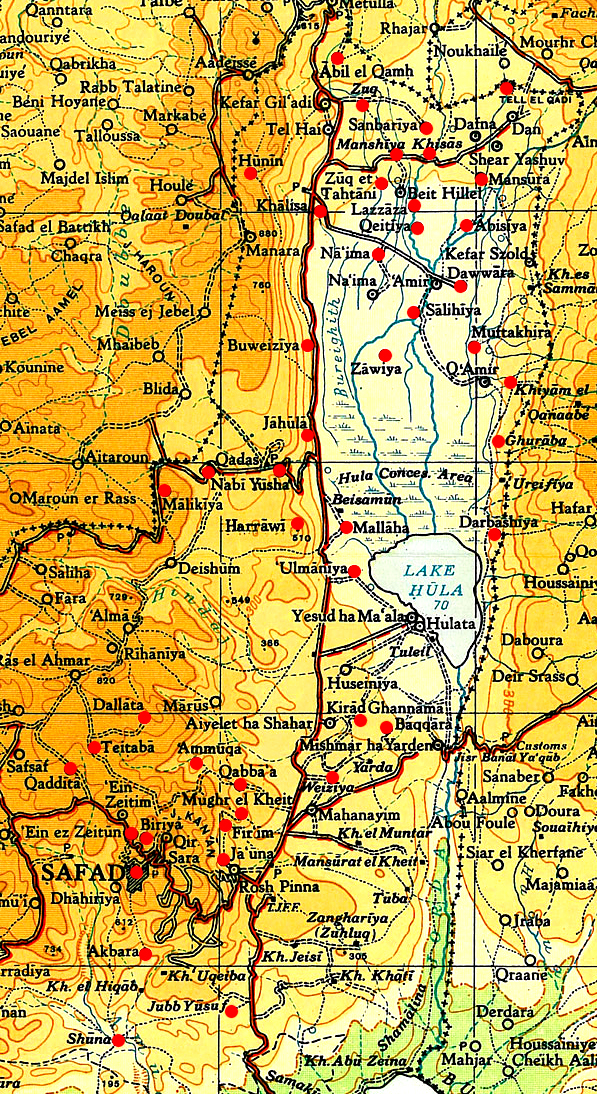
القرى المستولى عليها أثناء عملية يفتاح

| الاسم           | التاريخ                                                                 | القوات المدافعة                          | اللواء                | السكان                                  |
| --------------- | ----------------------------------------------------------------------- | ---------------------------------------- | --------------------- | --------------------------------------- |
| عرب الزبيد      | 20 أبريل 1948                                                           | فر القرويون                              | غ/م                   | 800                                     |
| العلمانية       | 20 أبريل 1984                                                           | غ/م                                      | غ/م                   | 260                                     |
| كراد الغنامة    | 22 أبريل 1948                                                           | أخليت                                    | غ/م                   | 350                                     |
| خيام الوليد     | 22 أبريل 1948                                                           | أخليت                                    | غ/م                   | 280                                     |
| كراد البقارة    | 22 أبريل 1948                                                           | غ/م                                      | كتيبة البلماح الأولى  | 360                                     |
| تليل            | أواخر أبريل 1948                                                        | غ/م                                      | غ/م                   | 340                                     |
| الدردارة        | أبريل/مايو 1948                                                         | غ/م                                      | غ/م                   | 100                                     |
| الشونة          | أبريل/مايو 1948                                                         | غ/م                                      | غ/م                   | 170                                     |
| عين الزيتون     | 1 مايو 1948                                                             | لا أحد                                   | كتيبة البلماح الثالثة | 820                                     |
| بيريا           | 1 مايو 1948                                                             | غ/م                                      | غ/م                   | 240                                     |
| غرابة           | 1 مايو 1948                                                             | غ/م                                      | غ/م                   | 220                                     |
| خيام الوليد     | 1 مايو 1948                                                             | أخليت                                    | غ/م                   | 280                                     |
| المفتخرة        | 1 و16 مايو 1948                                                         | غ/م                                      | غ/م                   | 350                                     |
| فرعم            | 2 و26 مايو 1948                                                         | غ/م                                      | غ/م                   | 740                                     |
| مغر الخيط       | 2 مايو 1948                                                             | غ/م                                      | غ/م                   | 490                                     |
| قباعة           | 2 مايو 1948                                                             | غ/م                                      | غ/م                   | 460                                     |
| الويزية         | 2 مايو 1948                                                             | غ/م                                      | غ/م                   | 100                                     |
| جب يوسف         | 4 مايو 1948                                                             | غ/م                                      | غ/م                   | 170                                     |
| هراوي           | 5 و25 مايو 1948                                                         | جيش الإنقاذ العربي                       | غ/م                   | غ/م                                     |
| عكبرة           | 9 مايو 1948                                                             | 15–20 قروي                               | كتيبة البلماح الأولى  | 390                                     |
| الجاعونة        | 9 مايو 1948                                                             | غ/م                                      | غ/م                   | 1,150                                   |
| صفد             | 9/10 مايو 1948                                                          | جيش الإنقاذ العربي ميليشيا محلية         | البلماح               | 12,610 9,780 مسلم 2,400 يهودي 430 مسيحي |
| آبل القمح       | 10 مايو 1948                                                            | غ/م                                      | كتيبة البلماح الأولى  | 330                                     |
| الظاهرية التحتا | 10 مايو 1948                                                            | ميليشيا قروية 20-30 رجل                  | غ/م                   | 350                                     |
| دلاتة           | 10–11 مايو 1948                                                         | غ/م                                      | غ/م                   | 360                                     |
| قديتا           | بحلول 11 مايو 1948                                                      | غ/م                                      | حملة الهمس            | 240                                     |
| البويزية        | 11 مايو 1948                                                            | فر القرويون                              | غ/م                   | 510                                     |
| الخالصة         | 11 مايو 1948                                                            | ميليشيا قروية                            | غ/م                   | 1,840                                   |
| الزوق التحتاني  | 11 مايو 1948                                                            | غ/م                                      | غ/م                   | 1,050                                   |
| المالكية        | 12 مايو 1948 تبدلت السيطرة عليها 15 مايو، 29 مايو، 7 يونيو، عملية حيرام | جيش الإنقاذ العربي كتيبة اليرموك الثانية | البلماح               | 360                                     |
| هونين           | 14 مايو 1948                                                            | ميليشيا قروية                            | غ/م                   | 1,620                                   |
| الناعمة         | 14 مايو 1948                                                            | غ/م                                      | غ/م                   | 1,240 بما فيهم 210 يهودي                |
| الشوكة التحتا   | 14 مايو 1948                                                            | فر القرويون                              | غ/م                   | 200                                     |
| خان الدوير      | 15 مايو 1948                                                            | غ/م                                      | غ/م                   | 260                                     |
| قيطية           | 19 مايو 1948                                                            | غ/م                                      | غ/م                   | 940                                     |
| لزازة           | 21 مايو 1948                                                            | أخليت                                    | حملة الهمس            | 230 بما فيهم 100 يهودي                  |
| الزوق الفوقاني  | 21 مايو 1948                                                            | ميليشيا قروية 20-30 رجل                  | حملة الهمس            | 160                                     |
| عموقه           | 24 مايو 1948                                                            | أخليت                                    | البلماح               | 140                                     |
| الزوية          | 24 مايو 1948                                                            | غ/م                                      | غ/م                   | 760                                     |
| المنشية         | 24 مايو 1948                                                            | غ/م                                      | حملة الهمس            | غ/م                                     |
| جاحولا          | 24/25 مايو 1948                                                         | غ/م                                      | غ/م                   | 420                                     |
| العابسية        | 25 مايو 1948                                                            | غ/م                                      | حملة الهمس            | 1,510 بما فيهم 290 يهودي                |
| بيسمون          | 25 مايو 1948                                                            | غ/م                                      | حملة الهمس            | 20                                      |
| الدوارة         | 25 مايو 1948                                                            | غ/م                                      | حملة الهمس            | 1,100 بما فيهم 400 يهودي                |
| الخصاص          | 25 مايو 1948                                                            | غ/م                                      | حملة الهمس            | 530 بما فيهم 60 يهودي                   |
| ملاحة           | 25 مايو                                                                 | فر القرويون                              | حملة الهمس            | 890                                     |
| المنصورة        | 25 مايو 1948                                                            | غ/م                                      | حملة الهمس            | 360                                     |
| الصالحية        | 25 مايو 1948                                                            | غ/م                                      | غ/م                   | 1,520                                   |
| قدس             | 28/29 مايو تبدلت السيطرة عليها 7 يونيو، عملية حيرام                     | الجيش اللبناني                           | غ/م                   | 390                                     |
| الدرباشية       | مايو 1948                                                               | غ/م                                      | غ/م                   | 310                                     |
| السنبرية        | مايو 1948                                                               | غ/م                                      | غ/م                   | 130                                     |
| طيطبا           | مايو 1948                                                               | غ/م                                      | غ/م                   | 530                                     |

## ثبت المراجع
- وليد الخالدي، All That Remains, (ردمك 0-88728-224-5). Uses 1945 census for population figures.
- بيني موريس، The Birth of the Palestinian refugee problem, 1947-1949,(ردمك 0-521-33028-9).